# Kenta Uchida
Kenta Uchida (japanisch 内田 健太 Uchida Kenta; * 2. Oktober 1989 in der Präfektur Mie) ist ein japanischer Fußballspieler.

## Karriere
Uchida erlernte das Fußballspielen in der Jugendmannschaft von Sanfrecce Hiroshima. Seinen ersten Vertrag unterschrieb er 2008 bei Sanfrecce Hiroshima. Der Verein spielte in der zweithöchsten Liga des Landes, der J2 League. 2008 wurde er mit dem Verein Meister der J2 League und stieg in die J1 League auf. Im August 2009 wechselte er zum Zweitligisten Ehime FC. Für den Verein absolvierte er 89 Ligaspiele. 2013 wechselte er zum Erstligisten Shimizu S-Pulse. 2014 wurde er an den Zweitligisten Kataller Toyama ausgeliehen. Für den Verein absolvierte er 30 Ligaspiele. 201 kehrte er zu Shimizu S-Pulse zurück. Im Juli 2015 wechselte er zum Zweitligisten Ehime FC. Für den Verein absolvierte er 54 Ligaspiele. 2017 wechselte er zum Ligakonkurrenten Nagoya Grampus. Am Ende der Saison 2017 stieg der Verein in die J1 League auf. Für den Verein absolvierte er 24 Ligaspiele. Im Juli 2018 wechselte er zum Zweitligisten Montedio Yamagata. Für den Verein absolvierte er 20 Ligaspiele. 2019 wechselte er zum Ligakonkurrenten Ventforet Kofu. In zwei Jahren bestritt er für den Verein aus Kōfu 68 Spiele. Sein ehemaliger Verein Ehime FC aus  Matsuyama nahm ihn im Januar 2021 wieder unter Vertrag. 2021 belegte er mit Ehime den 20. Tabellenplatz und stieg in die dritte Liga ab.